# 2010年冬季奧林匹克運動會加拿大代表團
加拿大是本屆冬季奧運的地主國，一共派出206名(男性116人，女性90人)選手參加所有15大項的競賽。共拿下14面金牌，超越1994年挪威和2002年美國的10面，創下歷屆冬奧主辦國獲得金牌數的新高紀錄；同時也超越了1976年前蘇聯與2002年挪威的13面，成為歷屆冬奧會中奪得最多金牌數的單一代表團。

## 外部連結
- CTV Olympics（页面存档备份，存于） - Media broadcaster
- 2010 Winter Olympics（页面存档备份，存于） at Olympic.ca